# Sonerila cordifolia
Sonerila cordifolia är en tvåhjärtbladig växtart som beskrevs av Célestin Alfred Cogniaux. Sonerila cordifolia ingår i släktet Sonerila och familjen Melastomataceae. Inga underarter finns listade i Catalogue of Life.